# James Vanderbilt
James Platten Vanderbilt (17 de noviembre de 1975) es un guionista y director de cine estadounidense, reconocido por su trabajo en las películas Zodiac (2007), White House Down (2013), The Amazing Spider-Man (2012), The Amazing Spider-Man 2: Rise of Electro (2014) y Murder Mystery (2019).

## Filmografía

### Cine y televisión
| Año  | Película                                  | Guionista | Productor | Director                            | Notas               |
| ---- | ----------------------------------------- | --------- | --------- | ----------------------------------- | ------------------- |
| 2003 | Darkness Falls                            | Sí        | No        | Jonathan Liebesman                  |                     |
| 2003 | Basic                                     | Sí        | Sí        | John McTiernan                      |                     |
| 2003 | The Rundown                               | Sí        | No        | Peter Berg                          |                     |
| 2007 | Zodiac                                    | Sí        | Sí        | David Fincher                       |                     |
| 2010 | Los Perdedores                            | Sí        | No        | Sylvain White                       |                     |
| 2012 | The Amazing Spider-Man                    | Sí        | No        | Marc Webb                           |                     |
| 2013 | White House Down                          | Sí        | Sí        | Roland Emmerich                     |                     |
| 2014 | The Amazing Spider-Man 2: Rise of Electro | Sí        | No        | Marc Webb                           |                     |
| 2015 | Truth                                     | Sí        | Sí        | Él mismo                            | Debut como director |
| 2016 | Independence Day: Resurgence              | Sí        | No        | Roland Emmerich                     | Primer borrador     |
| 2018 | Megalodón                                 | Sí        | No        | Jon Turteltaub                      |                     |
| 2018 | Slender Man                               | No        | Sí        | Sylvain White                       |                     |
| 2018 | The House with a Clock in Its Walls       | No        | Sí        | Eli Roth                            |                     |
| 2018 | Altered Carbon                            | No        | Sí        |                                     | Serie de televisión |
| 2019 | Murder Mystery                            | Sí        | Sí        | Kyle Newacheck                      |                     |
| 2019 | Ready or Not                              | No        | Sí        | Matt Bettinelli-Olpin Tyler Gillett |                     |